# Qeshm
Qeshm (tiếng Ba Tư: قشم, phát âm tiếng Ba Tư: [ɢeʃm]), từng được gọi là Kishm, là một hòn đảo của Iran nằm trên eo biển Hormuz, tách khỏi đất liền bởi eo biển Clarence trong vịnh Ba Tư ().

## Địa lý

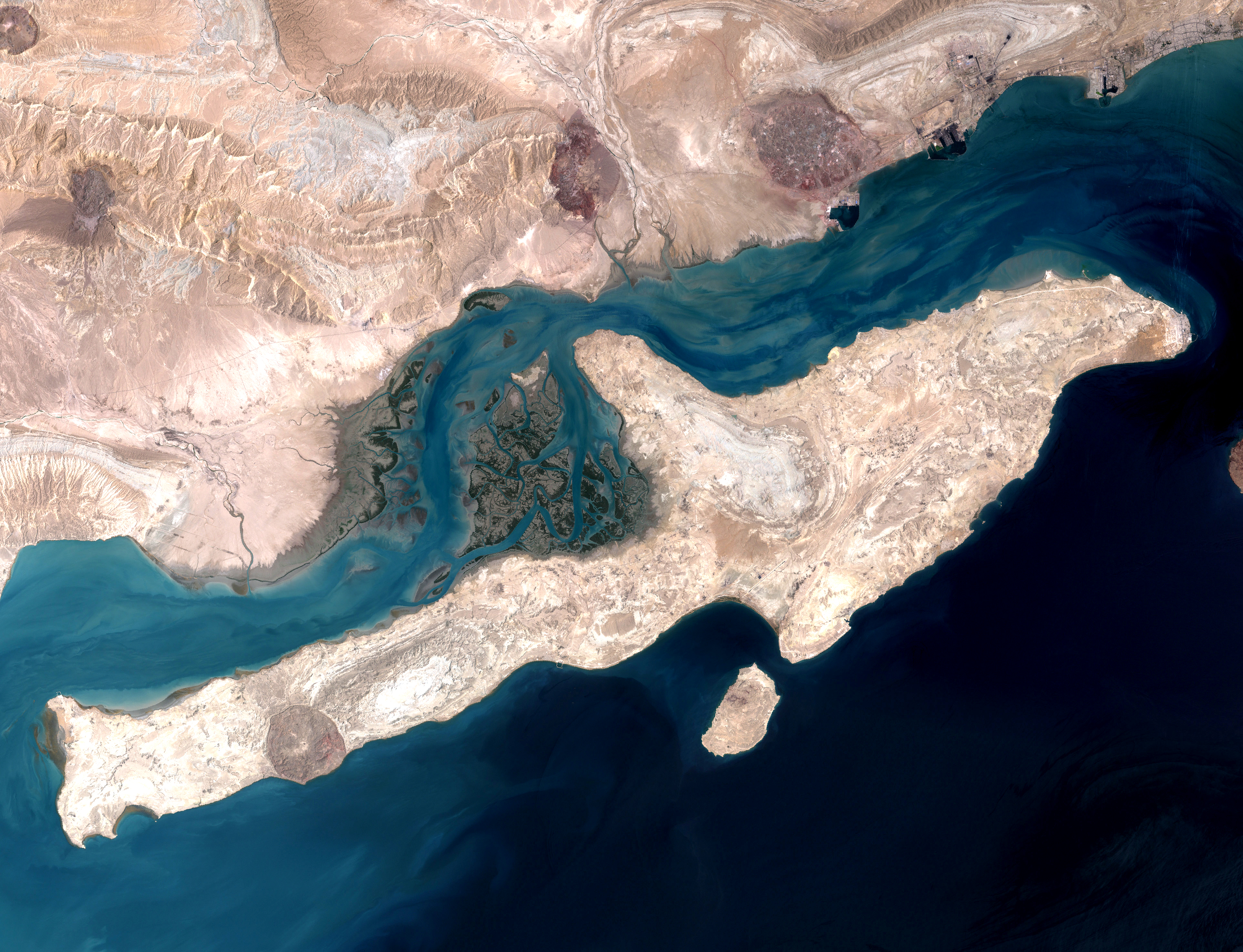
Qeshm nhìn từ không gian, tháng 8 năm 2000

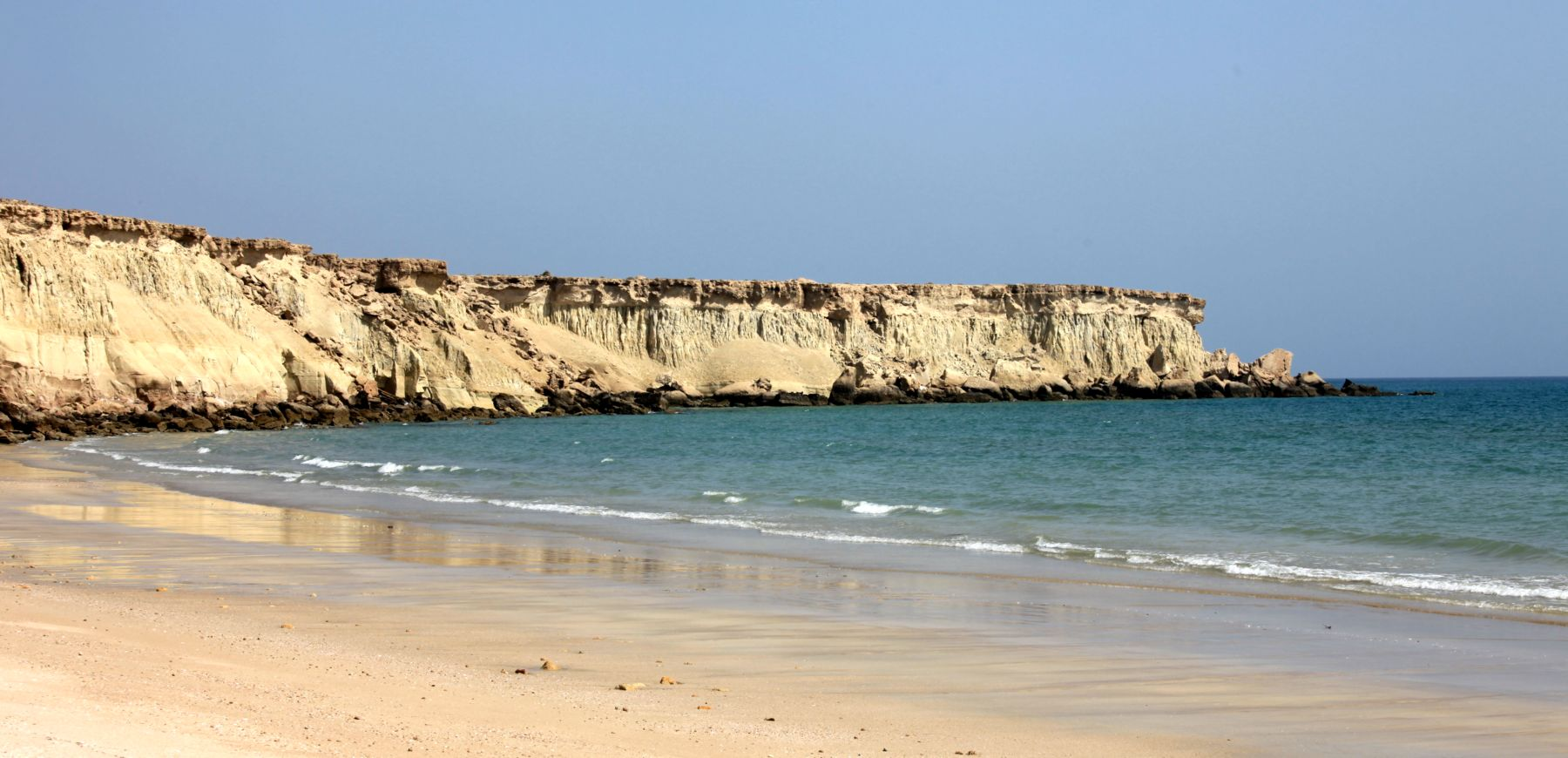
Bãi biển đảo Qeshm

Đảo Qeshm nằm cách bờ biển Iran vài kilômét về phía nam, đối diện với các thành phố cảng Bandar Abbas và Bandar Khamir. Hòn đảo, với vùng lãnh hải 300 kilômét vuông (116 dặm vuông Anh) xung quanh, dài khoảng 135 km, và nằm ở một vị trí chiến lược trên vịnh Hormuz, chỉ cách cảng biển Khasab của Oman chừng 60 kilômét (37 dặm), và cách Port Rashid của Các Tiểu Vương quốc Ả Rập Thống nhất khoảng 180 kilômét (112 dặm). Ở nơi rộng nhất, hòn đảo đạt đến 40 kilômét (25 dặm). Ngược lại, ở nơi hẹp nhất, Qeshm chỉ rộng 9,4 kilômét (5,8 dặm). Đảo có diện tích bề mặt 1.491 kilômét vuông (576 dặm vuông Anh) và lớn gấp 2,5 diện tích Bahrain. Thành phố Qeshm, tọa lạc tại cực đông đảo, cách Bandar Abbas 22 kilômét (14 dặm), còn điểm gần nhất với đất liền chỉ cách hai kilômét (1 dặm).
Nhiệt độ trung bình tại đây là khoảng 27 °C (81 °F). Các tháng nóng nhất là từ tháng 6 đến tháng 8, và các tháng lạnh nhất là từ tháng 10 đến tháng 1. Lượng mưa trung bình là 183,2 mm (7+3⁄16 in).
Hòn đảo bao gồm 59 làng và thị trấn, với dân số 117.774 theo thống kê 2011. Cư dân địa phương hành nghề đánh cá, làm dhow, buôn bán và dịch vụ. Ước tính 30.000 làm việc liên quan đến hành chính, là lao động công nghiệp hay học sinh.
Đang có những dự án nhằm xây một cây cầu nối Qeshm với phần còn lại của Iran.